# Alexandru Fölker
Alexandru Fölker ou parfois Alexander Fölker, né le 28 janvier 1956 à Orșova, est un ancien joueur international de handball roumain d'origine allemande par son grand-père. Il a notamment remporté trois médailles aux Jeux olympiques.

## Biographie
En janvier 1988, il rejoint la France et le Lille UC. Jusqu'alors, seuls deux handballeurs roumains, Cristian Gațu et Ștefan Birtalan, avaient été autorisés par le régime communiste roumain à évoluer à l'étranger, en Italie en l'occurrence. Alexandru Fölker, en fait, a le profil exact de ces sportifs modèles qui, selon la mentalité particulière des pays de l'Est, méritent bien de l'État pour services rendus. Grâce aux excellents contacts établis lors de son passage au poste d'entraîneur de l'équipe de France, Jean Nita parvient à mettre en place un accord pour faire venir Fölker dans le Nord de la France, officiellement afin de faire des études de droit à 32 ans.
Au terme de la saison 1988-1989, il termine 5e meilleur buteur et est le deuxième meilleur arrière gauche derrière Frédéric Volle. Mais les autorités roumaines tardant à renouveler son autorisation pour jouer en France, il a également demandé à recouvrer la nationalité allemande de ses grands-parents, en vertu des
facilités accordées par la RFA à ses ressortissants des pays du Pacte de Varsovie. C'est ainsi qu'il rejoint le TG Melsungen qui évolue en Regionalliga avant d'accéder en 2.Bundesliga en 1992. Il y évolue jusqu'en 1996 après avoir emmené son équipe jusqu'en demi-finale de  la Coupe d'Allemagne. 
Après avoir travaillé comme entraîneur à Niedervellmar et à l'Eintracht Baunatal, il devient le directeur sportif du MT Melsungen en 2000.

## Palmarès

### Sélection nationale
Alexandru Fölker a participé à de nombreuses compétitions internationales avec la Roumanie :
- Médaillé d'argent aux Jeux olympiques de 1976 à Montréal,  Canada
- Médaillé de bronze aux Jeux olympiques de 1980 à Moscou,  Union soviétique
- Médaillé de bronze aux Jeux olympiques de 1984 à Los Angeles,  États-Unis

Championnats du monde
- 7e place au Championnat du monde en 1978,  Danemark
- 5e place au Championnat du monde en 1982,  Allemagne de l'Ouest
- 9e place au Championnat du monde en 1986,  Suisse

Autres
- Médaille d'or au Championnat du monde universitaire en 1977,  Pologne
- Médaille d'or au Championnat du monde universitaire en 1981,  France
- Médaille d'argent à la Supercoupe des nations en 1979,  Allemagne de l'Ouest

### Club
- Vainqueur de la Coupe de Roumanie (1) : 1986
- Deuxième du Championnat de Roumanie (1) : 1987

### Distinctions individuelles
- Meilleur buteur du Championnat de Roumanie (2)